# رضوان حجري
رضوان حجري (مواليد 5 مارس 1964 بالدار البيضاء) لاعب كرة قدم سابق ومدرب مغربي, كان يلعب في موقع لاعب وسط هجومي.
لعب رضوان حجري بعدة فرق منها الرجاء البيضاوي وبنفيكا كما لعب مع منتخب المغرب لكرة القدم.
عرف رضوان حجري بكونه أول لاعب مغربي يشارك في نهائي دوري أبطال أوروبا وذلك في موسم 1987/1988 مع فريق بنفيكا, الذي انهزم بضربات الجزاء الترجيحية أمام نادي آيندهوفن الهولندي.

## روابط خارجية
- رضوان حجري على موقع قاعدة بيانات كرة القدم.إي يو (الإنجليزية)
- رضوان حجري على موقع ناشيونال فوتبول تيمز (الإنجليزية)